# Bockenberg
Bockenberg ist ein Stadtteil der Stadt Bergisch Gladbach, der mit der Nr. 53 zum Statistik-Bezirk 5 der Stadt gehört. Namensgeber des Stadtteils ist ein kleiner Ortsteil, darüber hinaus ist Bockenberg auch die Bezeichnung einer dort liegenden Flur und der Name einer Anhöhe am Westabfall des Bergischen Landes zur Kölner Bucht unweit von Bensberg.

## Beschreibung
Das Vinzenz-Pallotti-Hospital steht auf dem höchsten Punkt des Stadtteils Bockenberg. Er fällt von dort nach Süden und Westen zum Rheintal ab. Auf halber Höhe errichtete die Erzdiözese Köln unter Kardinal Schulte Anfang der 1920er-Jahre das Priesterseminar, heute Kardinal-Schulte-Haus und Sitz der Thomas-Morus-Akademie Bensberg.
Auf dem Fußweg vom Vinzenz-Pallotti-Hospital nach Bensberg liegt auf halber Strecke die so genannte Emilienhöhe, benannt nach der Stifterin Emilie Schmitz, die auch den Emilienbrunnen gestiftet hat. Der frühere Aussichtsturm wurde in den 1940er-Jahren beschädigt und entfernt. Im Sommer 2020 wurde die Emilienhöhe umgestaltet zum Stadtgarten, der mit 11,6 Hektar zu einer der größten zusammenhängenden Grünflächen der Stadt Bergisch Gladbach wurde. Die Trampelpfade wurden beseitigt, stattdessen befestigte Wege angelegt, an deren Rändern Sitzbänke und -liegen aufgestellt wurden. Außerdem gibt es Blühstreifen, Streuobstbäume, einen Spielplatz, eine Boulebahn und einen Platz mit Fitnessgeräten.

## Geschichte
Bockenberg ist seit 1845 in den preußischen Statistiken als Wohnplatz in der Bürgermeisterei Bensberg verzeichnet.
Während auf der Karte von 1817 an der Stelle noch keine Bebauung eingezeichnet ist, ist der Ort auf der Preußischen Uraufnahme von 1840 ohne Namen verzeichnet mit einem Gebäude. Dort wurde die Chemische Fabrik Krauss, Ad. mit der Produktion von Pottasche und Soda betrieben. Ab der Preußischen Neuaufnahme von 1892 ist der Ort auf Messtischblättern regelmäßig als Bockenberg verzeichnet.
| Jahr | Einwohner | Wohn- gebäude | Kategorie |
| ---- | --------- | ------------- | --------- |
| 1845 | 4         | 1             | Fabrik    |
| 1871 | 8         | 1             | Hofstelle |
| 1885 | 6         | 1             | Wohnplatz |
| 1895 | 4         | 1             | Wohnplatz |
| 1905 | 19        | 4             | Wohnplatz |

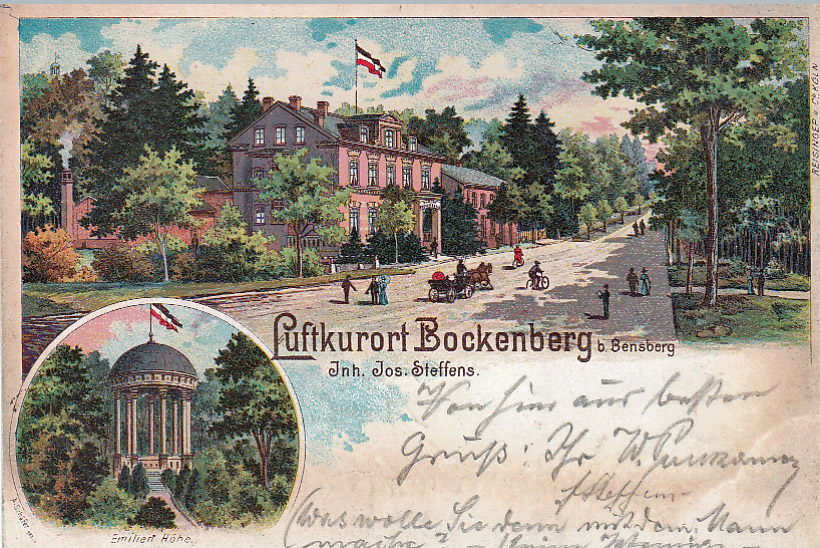
Postkarte (Lithographie) der Gaststätte Bockenberg mit Turm der Emilienhöhe
Poststempel vom 4. September 1909

1887 wurde der „Luftkurort Bockenberg“ angelegt, der unter anderem als Ausflugsziel der Kölner diente. Bekannt ist die Gaststätte Haus Bockenberg, die um 1900 als Ausflugsgaststätte große Bedeutung hatte, vor allem als ab 1913 die Vorortbahn von Köln Bensberg erreichte. An der Overather Straße unterhalb des heutigen Technologieparks gibt es auch eine Bushaltestelle mit dem Namen Am Bockenberg. Noch heute gibt es einen Weg mit der Bezeichnung Bockenberg.
Aufgrund des Köln-Gesetzes wurde die Stadt Bensberg mit Wirkung zum 1. Januar 1975 mit Bergisch Gladbach zur Stadt Bergisch Gladbach zusammengeschlossen. Dabei wurde auch Bockenberg Teil von Bergisch Gladbach. In der neu formierten Stadt wurden zunächst Wohnplätze als Untergliederung, im Jahr 2015 schließlich Stadtteile eingeführt, die meist nach alten Wohnplätzen benannt sind. Einer davon trägt den Namen Bockenberg.

### Interatom
Ab Mitte 1959 bezog das Unternehmen Interatom ein neues großzüges Firmengelände am Bockenberg in der Nähe der Grube Weiß auf dem Gebiet des Stadtteils Moitzfeld und bot über 2.000 Menschen einen Arbeitsplatz. Auf dem Werksgelände befindet sich heute der TechnologiePark Bergisch Gladbach.

### Wohnpark Bensberg
Die Hochhäuser in der Giselbertstraße und der Reginharstraße wurden in den Jahren 1970–1974 errichtet. Die Siedlung hat im Volksmund den Beinamen Klein-Manhattan erhalten, der offizielle Name ist jedoch Wohnpark Bensberg. Wenn man aus Köln freien Blick nach Osten hat, überstrahlen sie den Panoramablick auf die Stadt Bergisch Gladbach. Hier wohnen ca. 1500 Menschen.

### Bergbau
Ab 1854 wurde auf dem Bockenberg im Grubenfeld Liebig (seit 1858 konsolidiert mit der Grube Julien) Bergbau betrieben, der 1882 wieder zum Erliegen kam. 1857 kam die Grube Klaproth hinzu. Dort wurden Blei- und Zinkerze gefördert. Um 1950 entstand auf halbem Weg zwischen der Overather Straße und dem Vinzenz-Pallotti-Hospital ein Förderturm, und ein 110 Meter tiefer Versuchsschacht wurde abgeteuft, weil die Buntmetallpreise durch den Koreakrieg Höchstwerte erreichten.

## Bevölkerung
Nach der EDV-Einwohnerdatei verfügte Bockenberg am 30. Juni 2017 über insgesamt 3.029 Einwohner (darunter 735 Ausländer). Die Altersgruppe über 65 Jahre war mit 641 Einwohnern (darunter 54 Ausländer) stärker als die Altersgruppe unter 18 Jahre mit 564 Einwohnern (darunter 148 Ausländer).